# Virgen y niño con santos (Tintoretto)
Virgen y niño con santos es una pintura al óleo sobre lienzo c.1545-1546 de Tintoretto, ahora en el museo de Bellas Artes de Lyon. 
El vestido de la arrodillada Catalina de Alejandría en el centro probablemente significa que el artista intentó pintar al dux Francesco Donato en el centro del lienzo para que se ajustara a los términos de su encargo, pero reemplazó su rostro con el de la santa cuando ese intento falló. Entre ella y la Virgen está Agustín de Hipona, mientras que detrás de Catalina están Marcos el Evangelista (de pie) y Juan el Bautista (sentado con el Cordero de Dios ). 